# Kościół św. Mikołaja w Krzanowicach
Kościół św. Mikołaja (potocznie Mikołaszek) – zabytkowy, późnobarokowy kościół parafii św. Wacława w Krzanowicach, położony przy ulicy Raciborskiej, w północno-wschodniej części Krzanowic. Został wybudowany w 1744 roku, w miejsce dawnego drewnianego kościoła.

## Historia
Dawniej w miejscu obecnego kościoła stała drewniana świątynia wzmiankowana po raz pierwszy w testamencie właściciela Krzanowic, Bartłomieja Ludwika von Reiswitza z 15 maja 1613 roku – została tam wymieniona jako „trzeci kościół w Krzanowicach”. W 1744 roku, w miejsce uprzednio rozebranej drewnianej świątyni wybudowano stojący do dziś kościół. Było to wotum dziękczynne za uratowanie miasta przed najazdem Węgrów. W 1762 roku pękło sklepienie kościoła, które zastąpiono drewnianym sufitem. W 1802 roku dokonano gruntownej rekonstrukcji sufitu. W latach 1798–1807 wokół kościoła wybudowano ceglany mur. Były w nim usytuowane cztery kapliczki oraz brama z pilastrami. W latach 1988–1991 przeprowadzono kapitalny remont obiektu. W roku 1997 zlikwidowano mur wokół kościoła, pozostawiając jedynie bramę którą odrestaurowano rok później.

## Architektura
Kościół jest orientowany, wzniesiony w stylu późnobarokowym, posiada neogotycki ołtarz z późnobarokowymi figurami dwóch biskupów oraz klasycystyczną ambonę z baldachimem zwieńczonym rzeźbą baranka pochodzącą z przełomu XVIII i XIX wieku. Na ścianach bocznych namalowanych jest 14 Stacji Drogi Krzyżowej. Na niewielkiej wieży zawieszony jest mały dzwonek przeniesiony z kaplicy cmentarnej. Budynek znajduje się w rejestrze zabytków pod numerem Op-615/59 (A/597/2020).